# Murales de Chiik Naab
Los murales de Chiik Naab son un grupo de pinturas murales de arte maya ubicadas al interior de una subestructura del edificio 1 de la gran acrópolis Chiik Naab en la ciudad prehispánica maya de Calakmul al sur del estado de Campeche en México. Las pinturas muestran varias escenas de la vida cotidiana de la ciudad maya ilustrando una ceremonia y comercio que incluye el consumo de alimentos y bebidas como tamales (waaj) y atole (ul). Los murales destacan por su alto nivel de conservación y por el contenido de sus escenas, mientras que la gran mayoría de obras pictóricas mayas ilustran temas políticos o religiosos, los murales de Chiik Naab son escenas enteramente de carácter social, un tema escasamente representado, lo que ha contribuido a entender las tradiciones culturales y el estilo de vida cotidiano de la sociedad prehispánica.
La acrópolis Chiik Naab se encuentra al norte de Calakmul sobre la plaza central del sitio, en la cual destaca el grupo A con el edificio 1 que alberga los murales en su interior. A diferencia de otras pinturas murales mayas que generalmente se encuentran al interior de bóvedas o de templos, los murales de Chiik Naab se encontraban originalmente en las paredes del exterior de la estructura hasta que en una etapa constructiva posterior se edificó otra sección encima cubriéndola, lo que de cierta manera resguardó los murales y contribuyó a su preservación siglos después.
Los murales fueron descubiertos en 2004 cuando se realizó una intervención arqueológica al edificio 1 y se encontró en su interior una subestructura con la arquitectura de un basamento piramidal escalonado de 12 metros de altura completamente cubierta por la pintura mural y cuya edificación se estima entre los años 650 al 700 d. C.

## Interpretación
La interpretación arqueológica de las pinturas basándose en su iconografía y a la escritura jeroglífica en los murales indica que se trata de una ceremonia o comercio cotidiano dentro de la propia acrópolis protagonizada por gente relevante local, degustando un banquete preparado por comerciantes de alimentos y sal.

## Descripción
Los murales descubiertos presentan 18 escenas cotidianas en un formato vertical y delimitadas por un borde rojo con una paleta de alrededor de 15 colores distintos. 
Una de las pinturas denominada como La Señora de los Tamales, muestra una escena cotidiana dentro de la sociedad maya con dos personajes sentados, una mujer con un elegante sombrero de ala ancha junto a una canasta ofreciendo un plato de tamales mientras un hombre los degusta, el texto jeroglífico muestra la inscripción aj-waaj cuya interpretación es “persona del tamal” refiriéndose a la mujer en cuestión.

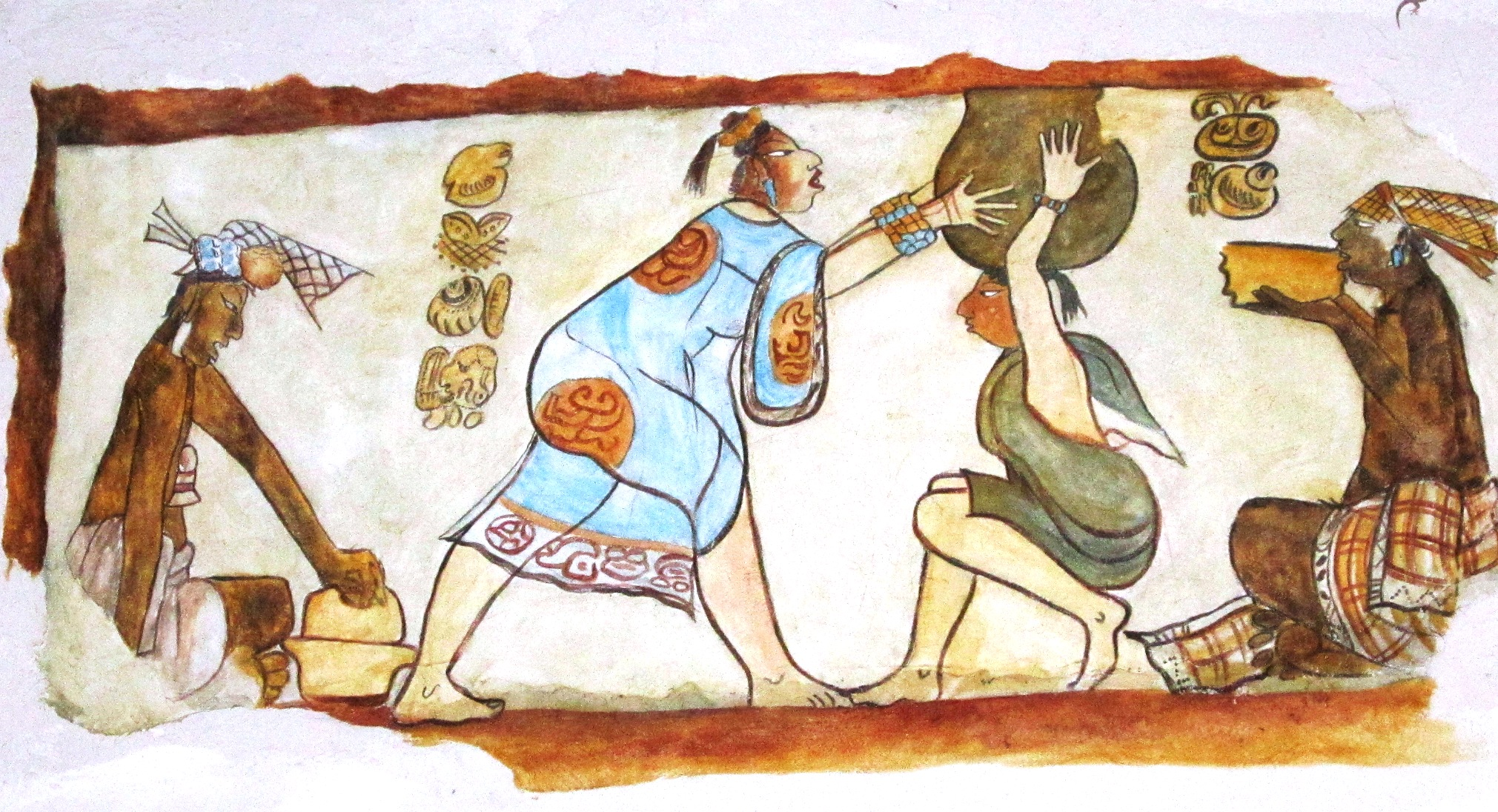
Atole

En una de las escenas se observa a una mujer cargando una gran olla de barro con la cabeza mientras otra mujer finamente vestida con una tela transparente le ayuda a cargarla, a la derecha se observa a un hombre sentado bebiendo un plato de atole, referido como aj-ul “persona del atole”, según lo indica el texto jeroglífico de la parte superior derecha.